# Zygmunt Gosiewski
Zygmunt Gosiewski (ur. 11 listopada 1959 w Miłomłynie) – polski bokser, medalista mistrzostw Europy i olimpijczyk.
Startował w kategoriach lekkośredniej (do 71 kg), średniej (do 75 kg) i półciężkiej (do 81 kg). Wziął udział w igrzyskach olimpijskich w Moskwie 1980, gdzie przegrał pierwszą walkę w wadze lekkośredniej z późniejszym mistrzem olimpijskim Armando Martínezem z Kuby.
Podczas mistrzostw Europy w Tampere (1981) zdobył brązowy medal w wadze średniej.
Dwukrotnie był mistrzem Polski: w 1980 w w. lekkośredniej i w 1985 w w. półciężkiej. Także dwa razy był wicemistrzem: w 1981 w w. średniej i w 1986 w w. półciężkiej. Trzykrotnie wygrał turniej „Czarne Diamenty” (w 1979 w w. lekkośredniej, w 1981 w w. średniej i w 1984 w w. półciężkiej).
Był zawodnikiem GKS Knurów, GKS Jastrzębie i Gwardii Wrocław.
Po zakończeniu kariery został trenerem.